# النادي الأهلي صيدا
النادي الأهلي صيدا الرياضي هو نادي كرة قدم لبناني يعتبر من أقدم أندية كرة القدم في لبنان. تأسس سنة 1954.

## المقر
نادي الأهلي صيدا الرياضي هو نادي كرة قدم لبناني مقره في صيدا، لبنان.

### ملعب إجراء مباريات الاستقبال

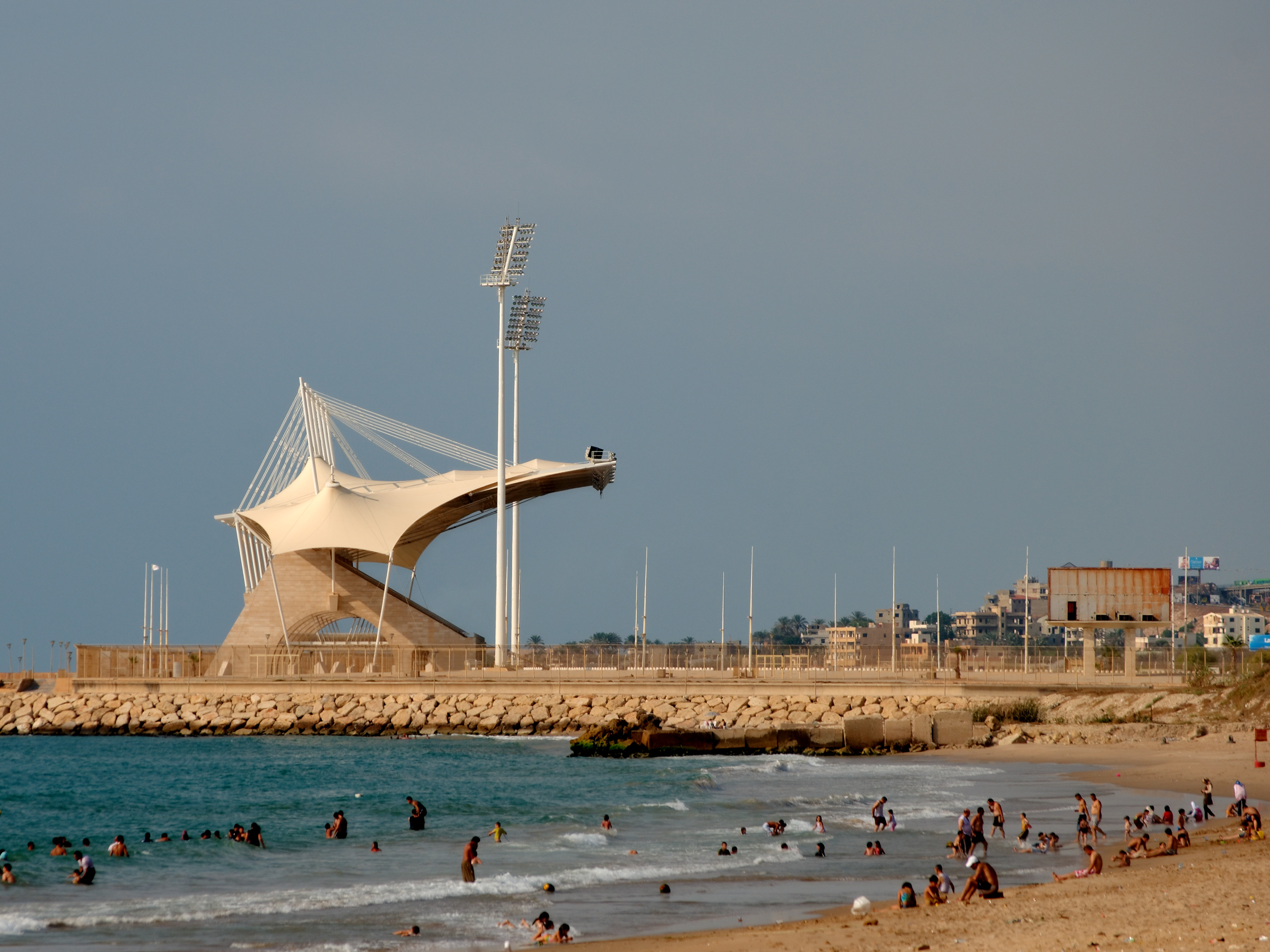
ملعب ستاد صيدا الدولي الذي يجري فيه فريق النادي الأهلي صيدا الرياضي مباريات الاستقبال

يستقبل فريق النادي الأهلي صيدا الرياضي لكرة القدم ضيوفه في المباريات الوطنية والدولية في ستاد صيدا الدولي، وهو ملعب مدينة صيدا الوطني، وهو ملعب متعدد الاستخدام يقع في مدينة صيدا اللبنانية. غالبا ما يتم استخدامه لمباريات كرة القدم. يسع الملعب لجلوس 22.000 متفرج  سواء من جمهور النادي الأهلي صيدا أو الجمهور المنافس في مباريات البطولة الوطنية اللبنانية التي يخوضها الفريق، في لقاءات الاستقبال والعودة أو حتى المباريات الدولية قي البطولة الآسيوية.

## التردد بين الدوري الأول والثاني
شارك الأهلي آخر مرة في دوري كرة القدم اللبناني الدرجة الأولى في موسم 2007-2008، حيث نزل للدوري الثاني بعد أن احتل المركز الثاني عشر.
الفريق يلعب حاليًا في دوري الدرجة الثانية اللبناني.

## تاريخ التأسيس: الفكرة والمؤسسون
تأسس النادي على أراضي الجمهورية اللبنانية كجمعية رياضية بأسم (النادي الأهلي الرياضي – صيدا) وذلك كما جاء في المادة الأولى في وثيقة النظام الأساسي للنادي.

### فكرة التأسيس
جاءت فكرة تأسيس النادي من خلال مجموعة من الشباب الصيداويين، بهدف خلق جو وروح رياضية في المدينة من خلال باب كرة القدم بشكل خاص لأنها اللعبة الشعبية الأولى في العالم.
وقام مجموعة الشباب بتقديم الأوراق الرسمية للجهات المختصة في لبنان، وإستطاعت الحصول على الترخيص المطلوب للتأسيس لفريق كروي يمثل مدينة صيدا لمزاولة لعبة كرة القدم بشكل رسمي.

### الشعار
بناءً على مرسوم رقم 962 تاريخ 7 / 1 / 1963 ويناءً على الطلب المقدم من مؤسسي النادي الأهلي الرياضي في صيدا بتاريخ 24 / 6 / 1954. صادقت وزارة التربية الوطنية والفنون الجميلة تحت رقم 4584 وبتاريخ 10 / 9 / 1954 على تأسيس النادي بطابع رسمي وتمثيلي ليخوض غمار البناء والتكور والمنافسة على الصعيد الوطني والآسيوي
أُعطي علم وخبر إلى النادي، مركزه مدينة صيدا غايته رياضية وثقافة رياضية وجمعوية، اللعبة المستهدفة رياضة كرة القدم.

### المؤسسون
المؤسسون هم مجموعة من الشباب الصيداوي العاشقون للرياضة والروح الرياضية الجماعية في لعبة كرة القدم وتطويرها في مدينة صيدا.
تشكلت الهيئة التأسيسية الأولى بتاريخ 24 حزيران 1954  من الأشخاص: سمير الدادا – رامز الطويل – محمد الصفدية – عارف المجذوب – عبد الرحمن عكرة – أديب زيدان.
فيما تشكلت أول هيئة إدارية في20 أيلول 1954 من الأشخاص:
سمير الددا – رامز الطويل – محمد الصفدية – عارف المجذوب – عبد الرحمن عكرة – أديب زيدان.
وقد جاءت مهمتها الادارية والتنظيمية على الشكل التالي:
- الرئيس: شريف بكار
- نائب الرئيس: سمير الددا
- أمين السر.: أديب زيدان
- المحاسب: يسيروب كزريان
- مدير عام ومدرب: أحمد عارف المجذوب
- الدعاية والنشر: فؤاد رمضان
- مستشار: رامز الطويل

فيما تم إسناد تمثيل النادي لدى جامعة كرة القدم اللبنانية الحكومية للرئيس «شريف بكار».

## اللاعبون

### تشكيلة 2016
آخر تحديث March 2016.
ملاحظة: تشير الأعلام إلى المنتخب الوطني على النحو المحدد في قواعد الأهلية للفيفا. قد يحمل اللاعبون أكثر من جنسية واحدة غير تابعة للفيفا.
| الرقم | البلد | المركز | اللاعب             |
| ----- | ----- | ------ | ------------------ |
| 1     | لبنان | حارس   | وليد عبد الرحمان   |
| 2     | لبنان | حارس   | Hossein Al Tfaili  |
| 3     | لبنان | مدافع  | إسلام سليمان       |
| 4     | لبنان | مدافع  | محمود كعكة         |
| 5     | لبنان | مدافع  | أحمد بركات         |
| 6     | لبنان | مدافع  | مصطفى جمال         |
| 7     | لبنان | مدافع  | عبد االغني البيضا  |
| 8     | لبنان | مدافع  | أحمد بركات         |
| 9     | لبنان | وسط    | Ahmad Abo Al Ardat |

| الرقم | البلد | المركز | اللاعب              |
| ----- | ----- | ------ | ------------------- |
| 10    | لبنان | وسط    | أنور جواد           |
| 11    | لبنان | وسط    | محمد علي غندور      |
| 12    | لبنان | وسط    | محمود صفصوف         |
| 13    | لبنان | مهاجم  | Mohamad Ali Tarabay |
| 14    | لبنان | مهاجم  | نايف مصطفى          |
| 15    | لبنان | مهاجم  | محمود جردالي        |
| 16    | لبنان | مهاجم  | أحمد يماني          |
| 17    | لبنان | مهاجم  | نيجيريا فيكتور      |